# キム・ミョンス
キム・ミョンス（金明洙1966年10月11日- ）は、
大韓民国の俳優である。身長180cm、体重72kg。ドラマは主に時代劇で活躍。他に舞台、映画と幅広く活躍している。趣味は歌、カーレース。特技はバスケットボール。1989年、MBC公開採用19期タレントとなる。1993年映画『雨降る日の水彩画2』で青龍映画祭新人男優賞受賞。2003年、舞台で共演した13歳年下の女優と結婚。子供の頃は芸能好きの母の影響でバイオリンを習い、合唱団に入っていた。　

## 出演

### ドラマ
- 二冊の日記（1990年、MBC） - ミヒの兄 役
- アイシング（1996年、MBC） - ユン・ヒョク 役
- 勝負師（1998年、SBS） - カン・ジョンス 役
- ホ・ギュン～朝鮮王朝を揺るがした男（2000年-2001年、KBS） - クォン・ピル 役
- 太祖王建（2000年-2002年、KBS） - ワン・ギュ 役
- 張禧嬪-チャン・ヒビン-（2002年-2003年、KBS） - ミン・ジヌ 役
- 嵐の中へ（2004年、SBS） - イ・ソヌ 役
- 不滅の李舜臣（2004年-2005年、KBS） - 脇坂安治 役
- 辛ドン 高麗中興の功臣（2005年-2006年、MBC） - キョン・チョヌン 役
- 大祚榮（2006年-2007年、KBS） - コム・モジャム 役
- 漢城別曲（2007年、KBS） - ファン・ジプサ 役
- 王と私（2007年-2008年、SBS） - ヤン・ソンユン 役
- 風の国（2008年、KBS） - クチュ 役
- 千秋太后（2009年、KBS） - 成宗 役
- No Limit～地面にヘディング～（2009年、MBC） - チャ・ヨンデ 役
- 名家（2010年、KBS） - キム・スマン 役
- 戦友（2010年、KBS） - チョン・ヨンテク 役
- チャクペ〜相棒〜（2011年、MBC） - ジェチュル 役
- 広開土太王（2011年-2012年、KBS） - ファンフェ 役
- 神のクイズ シーズン2（2011年、OCN） - ブライアン 役
- 太陽を抱く月（2012年、MBC） - ウィソン君 役
- Dr.JIN（2012年、MBC） - キム・テギュン 役
- チョンウチ（田禹治）（2012年-2013年、KBS） - チェ甲士 役
- 百年の遺産（2013年、MBC） - オム・ギムン 役
- 奇皇后 〜ふたつの愛 涙の誓い〜（2013年-2014年、MBC） - キ・ジャオ 役
- 輝いてスングム（2014年、KBS） - ハン・チス 役
- 鄭道伝（チョン・ドジョン）（2014年、KBS） - 恭愍（コンミン）王 役
- 三銃士（2014年、tvN） - 仁祖（インジョ） 役
- 王の顔（2014年-2015年、KBS） - キノシタ・ヨシヒサ 役
- それでも青い日に（2015年、KBS） - チャン・ヨンテク 役
- 客主〜商売の神〜（2015年-2016年、KBS） - チョ・ソンジュン 役
- チャン・ヨンシル～朝鮮伝説の科学者～（2016年、KBS） - チャン・ソンフィ 役
- 私の心は花の雨（2016年、KBS） - バク・ミンギュ 役
- モンスター（2016年、MBC） - チャ・ジュンラク 役
- 愛はぽろぽろ（2016年-2017年、SBS） - ウン・ジャンホ 役
- 逆賊-民の英雄ホン・ギルドン-（2017年、MBC） - 県監 役
- 仮面の王 イ・ソン（2017年、MBC） - 国王イ・ユン 役
- 白詰草（2017年、MBC） - ファン・ボンチョル 役
- 復讐のカルテット（2017年、SBS） - クム・イクヒョン 役
- 明日も晴れ（2018年、KBS） - ファン・ドンソク 役
- リターン～真相～（2018年、SBS） - イム・ウジェ 役
- 私の恋したテリウス〜A Love Mission〜（2018年、MBC） - ムン・ソンス 役
- 死の賛美（2018年、SBS） - キム・ソンギュ 役
- 皇后の品格（2018年-2019年、SBS） - ピョン・ベクホ 役
- 優雅な母娘（2019年-2020年、KBS） - ク・ジェミョン 役
- サイコパスダイアリー（2019年-2020年、tvN） - シム・ソック 役
- 風と雲と雨（2020年、TV朝鮮） - チェ・ギョン 役
- 太宗イ・バンウォン（2021年-2022年、KBS）- イ・パングァ役

### 映画
- JSA（2000年） - チェ上尉 役
- 愛人 もうひとりのわたし（2000年） - キム・ジノ 役
- ヒューマニスト（2001年） - 乞食　 役
- Mirror鏡の中（2003年） - チェ・サンギ理事 役
- 神機箭（2008年） - キャオリュン 役